# 枯木灘
『枯木灘』（かれきなだ）は1977年に出版された日本の小説家・中上健次による長編小説。「文藝」に1976年から1977年にかけて連載され、河出書房新社より刊行された。現在は河出書房新社より文庫版が出版されている。
芥川龍之介賞受賞作『岬』の続編にあたる。また本作の続編として『地の果て 至上の時』が書かれており、三部作を構成する。
紀州の「路地」を舞台に、肉体労働に従事する青年を中心とした複雑な血族の愛憎の物語を緊密な文章で描き、高い評価を得た。第三十一回毎日出版文化賞、第二十八回芸術選奨新人賞を受賞。中上の代表作とされる。
単行本の刊行時につけられた帯には以下の惹句が記されていた。

「中上健次　初の長編小説　このいとおしい思い、この激情──人の寄って立つ土地と血への愛と痛みとを、“自然”に生きる人間の原型と向き合い未生の暗闇に探って、現実と物語のダイナミズムを現代に蘇らせる話題作！」

## あらすじ
主人公、竹原秋幸は、母フサの再婚相手である繁蔵の家で暮らしている。そして繁蔵の兄の妾の子である徹と一緒に、繁蔵の息子の文昭の組で土方として働いている。
秋幸には秋幸が子供の頃に自殺した異父兄の郁男がいた。郁男は生前、秋幸にとっては異父姉である妹の美恵と「まるで夫婦のようだ」と噂されるような同居生活をしていたが、美恵が夫となる実弘と駆け落ちしたのを契機に孤独に酒に溺れるようになった。秋幸とフサが暮らす繁蔵の家に泥酔してやってくる郁男は、恨み言を述べて刃物をふりかざして暴れたが、結局、アルコール中毒の果てに自害した。
秋幸には、実父である浜村龍造がいる。どこの馬の骨ともわからぬ流れ者であった龍造は、この土地にやってくるや三人の女を同時に孕ませた。そして火つけなどの悪行をかさね、人の土地を巻き上げて成り上がった。龍造は自分の由緒を正しいものとするため、自らを伝説の武将、孫一の子孫であると称し、孫一の記念碑を建てた。それは、この土地に君臨した勝利の記念碑である。土地の人は皆、龍造を悪く噂し、秋幸も龍造を憎んでいる
秋幸は龍造の娘、異母妹であるさと子と前作『岬』において近親姦を犯している。これは龍造についての憎しみを自暴自棄にぶつけた結果であった。
秋幸には現在、地元の有力者である材木商の娘、紀子という恋人がいる。当人同士は結婚を約束しているが、身分違いであり円満に結婚にいたるような関係とはいえない。
秋幸の義父、繁蔵には昔遊郭に売られていた老婆ユキという姉がいる。いつも近所を歩き回ってあることないこと噂をしてまわっている。彼女は、秋幸の土方仲間、徹が、近所をいつもふらついている白痴の女の子を強姦しているのではないかという噂を振りまいている。
秋幸は狭い土地のなかで、重苦しい血縁関係のなか、鬱屈を抱えながら、土方仕事で働き続けている。土方仕事で日に炙られながら、心をがらんどうにして働くのは心地よい。それだけが秋幸の心の慰謝であるといえる。
龍造の息子で秋幸の異母弟である秀雄と、秋幸の異父姉である美恵の娘の美智子の恋人である五郎との間で、不良同士の争いが生じ、五郎が怪我を負うという事件が起きる。その調停のために秋幸は龍造と料亭で面会をすることになった。
その場で、秋幸は復讐心から、さと子との近親相姦の秘密を龍造に告げる。しかし龍造からは、近親姦で白痴が産まれようともかまわない、面子などかまうことはない、と一笑に付されてしまう。秋幸はその告白をした際に、自分は無意識的には、行商の仕事で不在がちだった母フサの替わりに子供の秋幸の面倒をみた異父姉の美恵と交わりたかったのだ、それこそが秘密だと悟る。
ある日、秋幸は、徹が白痴の女の子を強姦している現場に立ち会い、ユキの触れまわった噂が真実であることを知るが、友人である徹を守るため秋幸はそのことを秘密にしておくことにする。
盆がやってきた。盆踊りで歌われる地元に伝わる「兄妹心中」はあたかも秋幸の近親相姦と対応しているかのようである。
秋幸は、灯籠流しの行事の際に、全く突発的な衝動から、憎悪を抱いていた龍造ではなく、秀雄を石で打ちすえて殺してしまう。秋幸は、その時自殺した郁男についても見殺しにしたようなものであり、自分は結局、兄弟を二人を殺したのだと認識するが、同時に、兄弟二人を殺さなければ、自分が殺されるような息苦しい血縁関係であったとも考える。
秋幸は、秀雄殺害について自首する。秋幸や龍造についての様々な噂が噂を呼び、狭い土地中を駆け巡る。
怪物である龍造は、息子を殺されたが、秋幸を恨んでいるわけでもない。むしろ刑務所から戻った秋幸は買いだ、と考える。秋幸とともに働き、人々が住まう土地を更地にして繁華街にしてさらに儲けること夢想しさえする。
フサは紀子の訪問を受け、紀子が秋幸の子を身籠ったのを知る。
徹は考える。秋幸はもう居ない。徹の秘密は誰にも知られない。土方仕事の昼の休憩に一人でいる徹の後ろで笑い声がする。振り向くと白痴の女の子が黒い口を開けて嘲るように笑っている。

## 主要登場人物
以下は『文藝』連載の最終回に付され、集英社版の全集の解題に転載された「主要登場人物」を引用して掲載している。なお、現行の文庫版においては登場人物の複雑な血族姻族関係は「登場人物関係図」として図表として整理されている。
竹原秋幸
本編の主人公。フサと“その男”（浜村龍造）との子。まず私生児としてフサの亡父、西村籍に入り、中学卒業時に義父繁蔵が認知する形で竹原籍に入る。現在は紀伊半島南端の町で義兄の文昭が経営する土木業竹原組の人夫頭、二十六歳。　
フサ
亡夫西村勝一郎との間に郁男、芳子、美恵、君子を生み浜村龍造との間に秋幸を生み、秋幸だけを連れ子として文昭を連れた竹原繁蔵と結婚。　
繁蔵
六人兄弟の次男。ユキの弟で文造の兄。フサと結婚し秋幸の義父となる。土方請負師。　
郁男
秋幸の種違いの兄。二十四歳の時、三月三日に自殺。
美恵
秋幸の種違いの姉。郁男と住み家事をしていたが実弘と駆け落ちし、郁男が自殺した家で所帯を持つ。　
美智子
美恵・実弘の子、十六歳の高校生で十九歳の五郎と駆け落ちし、現在妊娠中。　
ユキ
秋幸の義父繁蔵の姉。父親が早死にし、六人兄弟を養うため十五歳で女郎に売られる。　
徹
ユキ、繁蔵の長兄、仁一郎の妾腹の子、秋幸の幼な友達。　
洋一
養護施設にいたが繁蔵の末弟、文造の里子となり、現在は繁蔵に預けられている。五歳。　
浜村龍造
出身不明の大男。秋幸の実父だが、秋幸には“その男”と意識されている。秋幸誕生の時、バクチの喧嘩で刑務所に服役していた。現在は成功し浜村木材と書いたトラックに乗っている。　
秀雄
龍造とヨシエとの子。秋幸の腹違いの弟。　
さと子
龍造が娼婦キノエに産ませた子。秋幸の腹違いの妹。秋幸との間に秘密がある。

## 逸話
- 中上は、自身初の長編である本作執筆にあたり、不安に駆られたときは、ドストエフスキー全集の任意のページを開き、「通俗小説の文章じゃないか」と嘲笑して、自分を鼓舞したという。ただ、たまたま草稿のページを開いてしまったときは、「ノート、草稿をとらずに執筆している自分の長編は破綻するのではないか」と、逆に不安に駆られたともいう[4]。
- 毎月百枚、都合六回の短期連載の執筆は、マラソンでも短距離でもなく、600メートル走者の状態が必要だとして、毎月締め切り一週間前まで酒を浴びるように飲み、それから書斎にこもって書き上げたという。ただ、そのうち最初の三日はアルコールが抜けず、使い物にならなかったという[4]。
- 芥川賞受賞後の荒れた生活の中で、妻子に出て行かれた中上は、一人だけの家にこもり、ブランデンブルク協奏曲を聴きながら本作を執筆したという。本作の風景描写をブランデンブルク協奏曲を聴きながら読んで欲しいと述懐している[5]。
- 『枯木灘』の後日談として、秀雄の死後、七日間、部屋に閉じこもった浜村龍造の様子を描いた短編『覇王の七日』が1977年、河出書房新社より書き下ろしで発表された。これは集英社版全集3巻、小学館選集文庫1巻に収録されている。

## 出版
『枯木灘』(河出文庫)　ISBN 978-4-309-40002-0